# Shiritsu Ebisu Chūgaku
Shiritsu Ebisu Chūgaku (私立恵比寿中学?  lit. «Escuela media privada de Ebisu») es un grupo japonés de cantantes femeninas. El nombre del grupo es oficialmente abreviado como Ebichu (エビ中?), literalmente «Dentro de un camarón».
El grupo fue establecido en 2009 por 3B Junior, la sección tercera de la agencia de talentos Stardust Promotion. Shiritsu Ebisu Chūgaku es una «hermana pequeña» de otro grupo de chicas de Stardust Promotion, Momoiro Clover. El grupo actualmente consiste de 9 chicas.

## Miembros

### Miembros actuales
| N.º asistencia | Nombre                      | Fecha de nacimiento                | Fecha de unión                                    | Notas |
| -------------- | --------------------------- | ---------------------------------- | ------------------------------------------------- | --- |
| 3              | Rika Mayama (真山りか?)     | 16 de diciembre de 1996 (28 años)  | 4 de agosto de 2009 (15 años, 7 meses y 13 días)  | Miembro fundador |
| 5              | Ayaka Yasumoto (安本彩花?)  | 27 de junio de 1998 (26 años)      | 3 de octubre de 2009 (15 años, 5 meses y 14 días) | En pausa desde el 11 de octubre de 2019 hasta el 22 de marzo de 2020, y del 29 de octubre del 2020 hasta el 16 de julio del 2021. |
| 11             | Kaho Kobayashi (小林歌穂?)  | 12 de junio de 2000 (24 años)      | 4 de enero de 2014 (11 años, 2 meses y 13 días)   | |
| 12             | Riko Nakayama (中山莉子?)   | 28 de octubre de 2000 (24 años)    | 4 de enero de 2014 (11 años, 2 meses y 13 días)   | |
| 13             | Cocona Sakuragi (桜木心菜?) | 14 de septiembre de 2005 (19 años) | 5 de mayo de 2021 (3 años, 10 meses y 12 días)    | |
| 14             | Yuno Kokubo (小久保柚乃?)   | 20 de marzo de 2007 (17 años)      | 5 de mayo de 2021 (3 años, 10 meses y 12 días)    | |
| 15             | Nonoka Kazami (風見和香?)   | 25 de agosto de 2007 (17 años)     | 5 de mayo de 2021 (3 años, 10 meses y 12 días)    | |
| 16             | Emma Sakurai (桜井えま?)    | 5 de septiembre de 2007 (17 años)  | 1 de octubre de 2022 (2 años, 5 meses y 16 días)  | |
| 17             | Yuna Nakamura (仲村悠菜?)   | 29 de mayo de 2007 (17 años)       | 1 de octubre de 2022 (2 años, 5 meses y 16 días)  | |

### Miembros antiguos
| N.º asistencia | Nombre                         | Fecha de nacimiento             | Fecha de unión          | Fecha de salida                                     | Notas                                                 |
| -------------- | ------------------------------ | ------------------------------- | ----------------------- | --------------------------------------------------- | ----------------------------------------------------- |
| 1              | Kanon Nanaki (七木奏音?)       | 7 de febrero de 1997 (28 años)  | 4 de agosto de 2009     | 14 de febrero de 2010 (6 meses y 10 días)           | • Miembro fundador Actualmente actriz                 |
| 2              | Narumi Uno (宇野愛海?)         | 19 de marzo de 1998 (26 años)   | 4 de agosto de 2009     | 10 de enero de 2011 (1 año, 5 meses y 6 días)       | • Miembro fundador Actualmente actriz / actriz de voz |
| 7              | Hinaki Yano (矢野妃菜喜?)      | 5 de marzo de 1997 (28 años)    | 14 de febrero de 2010   | 17 de abril de 2011 (1 año, 2 meses y 3 días)       | Actualmente actriz / actriz de voz / músico           |
| 10             | Rio Koike (小池梨緒?)          | 18 de enero de 1998 (27 años)   | 22 de mayo de 2010      | 7 de junio de 2011 (1 año y 16 días)                |                                                       |
| 2              | Reina Miyazaki (宮﨑れいな?)   | 24 de agosto de 1997 (27 años)  | 4 de agosto de 2009     | 26 de diciembre de 2011 (2 años, 4 meses y 22 días) | • Miembro fundador                                    |
| 1              | Mizuki (瑞季?)                 | 27 de febrero de 1997 (28 años) | 4 de agosto de 2009     | 15 de abril de 2014 (4 años, 8 meses y 11 días)     | • Miembro fundador Actualmente actriz / actriz de voz |
| 4              | Natsu Anno (杏野なつ?)         | 12 de julio de 1997 (27 años)   | 3 de octubre de 2009    | 15 de abril de 2014 (4 años, 6 meses y 12 días)     |                                                       |
| 8              | Hirono Suzuki (鈴木裕乃?)      | 24 de marzo de 1998 (26 años)   | 22 de mayo de 2010      | 15 de abril de 2014 (3 años, 10 meses y 24 días)    | Activa como actriz hasta 2020                         |
| 9              | Rina Matsuno (松野莉奈?)       | 16 de julio de 1998*            | 22 de mayo de 2010      | 8 de febrero de 2017 (6 años, 8 meses y 17 días)    | *Fallecida 8 de febrero de 2017 (18 años)             |
| 6              | Aika Hirota (廣田あいか?)      | 31 de enero de 1999 (26 años)   | 10 de abril de 2010     | 3 de enero de 2018 (7 años, 8 meses y 24 días)      | Activa como Youtuber                                  |
| 10             | Hinata Kashiwagi (柏木ひなた?) | 29 de marzo de 1999 (25 años)   | 28 de noviembre de 2010 | 16 de diciembre de 2022 (12 años y 18 días)         |                                                       |

Los miembros sin color se retiraron antes de su distribución

## Discografía

### Sencillos
| N.º                                                        | Título | Fecha de lanzamiento                | Posición más alta                   |
| N.º                                                        | Título | Fecha de lanzamiento                | JP Oricon                           |
| Sencillos indies (Stardust Digital)                        | Sencillos indies (Stardust Digital)                                                                                    | Sencillos indies (Stardust Digital) | Sencillos indies (Stardust Digital) |
| ---------------------------------------------------------- | --- | ----------------------------------- | ----------------------------------- |
| —                                                          | "Asa no Chime ga Narimashita!" (朝のチャイムがなりました!?) *sencillo cover                                            | 14 de febrero de 2010               | —                                   |
| 1                                                          | "Ebizori Diamond!!" (えびぞりダイアモンド!!?)                                                                          | 7 de agosto de 2010                 | —                                   |
| 2                                                          | "Chime!" (チャイム!?)                                                                                                  | 10 de enero de 2011                 | —                                   |
| 3                                                          | "The Tissue ~Tomaranai Seishun~" (ザ・ティッシュ～とまらない青春～?)                                                   | 27 de abril de 2011                 | 73                                  |
| 4                                                          | "Oh My Ghost? ~Watashi ga Akuryō ni Natte mo~" (オーマイゴースト? ～わたしが悪霊になっても～?)                         | 27 de julio de 2011                 | 59                                  |
| 5                                                          | "Motto Hashire!!" (もっと走れっ!!?)                                                                                    | 5 de octubre de 2011                | 46                                  |
| Sencillos en un sello discográfico mayor (DefStar Records) | |                                     |                                     |
| 1                                                          | "Karikeiyaku no Cinderella" (仮契約のシンデレラ?)                                                                      | 5 de mayo de 2012                   | 7                                   |
| 2                                                          | "Go! Go! Here We Go! Rock Lee / Otona wa Wakatte Kurenai" (Go! Go! Here We Go! ロック・リー / 大人はわかってくれない?) | 29 de agosto de 2012                | 7                                   |
| 3                                                          | "Ume" (梅?) | 16 de enero de 2013                 | 3                                   |
| 4                                                          | "Te o Tsunagō / Kindan no Karma" (手をつなごう / 禁断のカルマ?)                                                        | 5 de junio de 2013                  | 5                                   |
| 5                                                          | "Mikakunin Chūgakusei X" (未確認中学生X?)                                                                              | 20 de noviembre de 2013             | 4                                   |
| 6                                                          | "Butterfly Effect" (バタフライエフェクト?)                                                                             | 4 de junio de 2014                  | 3                                   |
| 7                                                          | "Haitateki!" (ハイタテキ!?)                                                                                            | 5 de noviembre de 2014              | 3                                   |
| 8                                                          | "Natsudaze Johnny" (夏だぜジョニー?)                                                                                   | 17 de junio de 2015                 | 2                                   |
| Sencillos en un sello discográfico mayor (SME Records)     | |                                     |                                     |
| 9                                                          | "Super Hero" (スーパーヒーロー?)                                                                                       | 21 de octubre de 2015               | 3                                   |
| 10                                                         | "Massugu" (まっすぐ?)                                                                                                  | 21 de septiembre de 2016            | 7                                   |
| 11                                                         | "Sing Along, Sing a Song (シンガロン・シンガソン"?)                                                                    | 08 de noviembre de 2017             | 2                                   |
| 12                                                         | ""Dekadonden (でかどんでん"?)                                                                                          | 6 de junio de 2018                  | 3                                   |
| 13                                                         | "Trendy Girl (トレンディガール?)                                                                                       | 5 de junio de 2019                  | 5                                   |
| "—" indica que el sencillo que no entró a la tabla         | |                                     |                                     |

### Álbumes
| N.º | Título                                   | Fecha de lanzamiento    | Posición más alta |
| N.º | Título                                   | Fecha de lanzamiento    | JP Oricon         |
| --- | ---------------------------------------- | ----------------------- | ----------------- |
| 1   | Chūnin (中人?)                           | 24 de julio de 2013     | 7                 |
| 2   | Kinpachi (金八?)                         | 28 de enero de 2015     | 2                 |
| 3   | Anarchy (穴空?)                          | 20 de abril de 2016     | 2                 |
| 4   | Ebicracy (エビクラシー?)                 | 31 de mayo de 2017      | 1                 |
| 5   | MUSiC                                    | 13 de marzo de 2019     | 2                 |
| 6   | Playlist                                 | 18 de diciembre de 2019 | 2                 |
| 7   | Shiritsu Ebisu Chugaku (私立恵比寿中学?) | 23 de marzo de 2022     | 4                 |

### Álbumes de grandes éxitos
| N.º | Título                                                                                          | Fecha de lanzamiento     | Posición más alta |
| N.º | Título                                                                                          | Fecha de lanzamiento     | JP Oricon         |
| --- | ----------------------------------------------------------------------------------------------- | ------------------------ | ----------------- |
| 1   | Ebichū no Zeppan Best ~Owaranai Seishun~ (エビ中の絶盤ベスト～おわらない青春～?)                | 21 de noviembre de 2012  | 19                |
| 2   | "Chūsotsu" ~Ebichū no Ike Ike Best~ (「中卒」〜エビ中のイケイケベスト〜?)                       | 16 de noviembre de 2016  | 11                |
| 3   | "Chūkara" ~Ebichū no Waku Waku Best~ (「中辛」〜エビ中のワクワクベスト〜?)                      | 16 de noviembre de 2016  | 12                |
| —   | "Chūsotsu" "Chūkara": Ebichū no Complete Best (「中卒」「中辛」～エビ中のコンプリートベスト～?) | 16 de noviembre de 2016  | —                 |
| 4   | FAMIEN'21 L.P.                                                                                  | 18 de agosto de 2021     | 5                 |
| 5   | Chukichi (中吉?)                                                                                | 21 de septiembre de 2022 | 7                 |

 Álbumes de grandes éxitos

## Videografía

### Videos musicales
| N.º del sencillo                         | Título | Video en el canal oficial de YouTube                   |
| Sencillos indies                         | Sencillos indies                                                                                              | Sencillos indies                                       |
| ---------------------------------------- | --- | ------------------------------------------------------ |
| 2                                        | «Ebizori Diamond!!» («Un as en decir „I am sorry“ [„Ebizori“]» o «Un as en saltar como un camarón»)           | guardar un clip de la filmación del video en Nico Nico |
| 4                                        | «The Tissue ~Tomaranai Seishun~» («The tissue ~Juventud imparable~»)                                          | guardar                                                |
| 5                                        | «Oh My Ghost? ~Watashi ga Akuryō ni Natte mo~» («Oh my ghost? ~Yo también me convirtió en un espíritu malo~») | guardar                                                |
| 6                                        | «Motto Hashire!! (Short Ver.)» («Corre más rápido!!»)                                                         | guardar                                                |
| Sencillos en un sello discográfico mayor | |                                                        |
| 1                                        | «Karikeiyaku no Cinderella (Short Version)» («Cenicienta con un contrato temporal»)                           | guardar (El video no está disponible fuera de Japón.)  |
| 1                                        | «Hōkago Getabako Rock 'n' Roll MX» («Rock and roll del armario de zapatos después de clases MX»)              | guardar (El video no está disponible fuera de Japón.)  |
| 2                                        | «Go! Go! Here We Go! Rock Lee»                                                                                | guardar (El video no está disponible fuera de Japón.)  |
| 2                                        | «Otona wa Wakatte Kurenai» («Los adultos no va a [no pueden] entender»                                        | guardar (El video no está disponible fuera de Japón.)  |